# ایگناسی گرینویتسکی
ایگناتی یوخیمویچ گرینویتسکی (به روسی: Игнатий Гриневицкий) (تولد ۱۸۵۶ - وفات ۱۳ مارس ۱۸۸۱) یکی از ۴ انقلابی بود که در روز ۱۳ مارس ۱۸۸۱ به تزار الکساندر دوم امپراتور روسیه حمله کردند. در طی حمله گرینویتسکی با فدا کردن خود توسط یک نارنجک موفق به ترور تزار شد. این اولین بار در تاریخ بود که کسی از حمله انتحاری برای رسیدن به اهداف سیاسی استفاده کرده است.